# USS Du Pont (DD-941)
USS Du Pont (DD-941) là một tàu khu trục lớp Forrest Sherman từng hoạt động cùng Hải quân Hoa Kỳ trong giai đoạn Chiến tranh Lạnh. Nó là chiếc tàu chiến thứ ba của Hải quân Hoa Kỳ được đặt cái tên này, theo tên Chuẩn đô đốc Samuel Francis Du Pont (1803-1865), người từng tham gia các cuộc Chiến tranh Mexico-Hoa Kỳ và cuộc Nội chiến Hoa Kỳ. Nó đã phục vụ tại các khu vực Đại Tây Dương và Thái Bình Dương, từng tham gia cuộc Chiến tranh Việt Nam, cho đến khi xuất biên chế vào năm 1983. Du Pont cuối cùng bị bán để tháo dỡ vào năm 1999.

## Thiết kế và chế tạo
Khi đưa vào hoạt động, lớp Forrest Sherman là những tàu khu trục Hoa Kỳ lớn nhất từng được chế tạo, dài 418 foot (127 m) và trọng lượng choán nước tiêu chuẩn 2.800 tấn (2.800 tấn Anh). Nguyên được thiết kế theo dự án SCB 85, chúng được trang bị ba pháo 5 inch (127 mm)/54 caliber trên ba tháp pháo đơn (một phía mũi, hai phía đuôi tàu), bốn pháo phòng không 3 inch (76 mm)/50 caliber trên hai tháp pháo đôi, cùng súng cối Hedgehog và ngư lôi chống ngầm.
Du Pont được đặt lườn tại xưởng tàu của hãng Bath Iron Works Corporation ở Bath, Maine vào ngày 11 tháng 5, 1955. Nó được hạ thủy vào ngày 8 tháng 9, 1956, được đỡ đầu bởi bà H. B. Du Pont, hậu duệ năm đời của đô đốc Du Pont, và nhập biên chế cùng Hải quân Hoa Kỳ vào ngày 1 tháng 7, 1957 dưới quyền chỉ huy của Hạm trưởng, Trung tá Hải quân William John Maddocks.

## Lịch sử hoạt động

### 1958 - 1966
Sau khi hoàn tất việc chạy thử máy huấn luyện, từ ngày 6 đến ngày 31 tháng 7, 1958, Du Pont tiến hành một chuyến đi thực tập mùa Hè dành cho học viên sĩ quan và thực tập chống tàu ngầm tại khu vực Đại Tây Dương, xen kẻ với một chuyến viếng thăm thành phố New York. Nó khởi hành vào ngày 2 tháng 9 cho một lượt phục vụ cùng Đệ Lục hạm đội tại Địa Trung Hải, nơi nó tham gia các cuộc tập trận mô phỏng phòng không và chống tàu ngầm.
Quay trở về Norfolk vào ngày 12 tháng 3, 1959, nó tiếp tục tham gia Lực lượng Đặc nhiệm 47 trong Chiến dịch Inland Seas, đi dọc theo sông Saint Lawrence tham dự lễ khánh thành tuyến đường thủy St. Lawrence nối liền Đại Tây Dương với Ngũ Đại Hồ vào ngày 26 tháng 6, nghi lễ do Tổng thống Dwight D. Eisenhower và Nữ hoàng Elizabeth II của Anh đồng chủ trì.
Trong tháng 8 và tháng 9, Du Pont phục vụ như tàu canh phòng dọc theo lộ trình bay nhân chuyến đi vượt Đại Tây Dương của Tổng thống Eisenhower, rồi sau đó viếng thăm Southampton, Anh. Nó khởi hành từ Norfolk vào ngày 28 tháng 1, 1960 cho lượt phục vụ thứ hai tại Địa Trung Hải cùng Đệ Lục hạm đội, rồi quay trở về vào ngày 31 tháng 8. Con tàu được đại tu tại Xưởng hải quân Norfolk cho đến cuối năm 1960, rồi tiến hành tập trận hạm đội tại vùng biển Caribe và thực hành huấn luyện dọc theo vùng bờ Đông.
Nó tham gia vào hoạt động "cô lập" Cuba trong vụ Khủng hoảng tên lửa Cuba vào tháng 10 và tháng 11, 1961, rồi sang tháng 1, 1963 đã tham gia cuộc Tập trận "Springboard 1963" tại vùng biển Caribe. Vào tháng 4, đã hoạt động như tàu chỉ huy trong hoạt động tìm kiếm chiếc tàu ngầm Thresher (SSN-593) vốn bị đắm ngoài khơi Boston vào ngày 10 tháng 4, rồi tiếp nối bằng đợt thực hành chống tàu ngầm phối hợp cùng tàu sân bay Essex (CVS-9) và Hải quân Hoàng gia Canada ngoài khơi Halifax, Nova Scotia trong mùa Hè.
Đến tháng 11, 1963, Du Pont lại có lượt phục vụ thứ ba tại Địa Trung Hải cùng Đệ Lục hạm đội. Trong đợt hoạt động này nó phục vụ như soái hạm của Tư lệnh Đệ Lục hạm đội trong chuyến viếng thăm Tunis, Tunisia kéo dài ba ngày, và sang tháng 12 đã băng qua kênh đào Suez để hoạt động cùng Lực lượng Trung Đông. Vào ngày 13 tháng 1, 1964 nó giải cứu 91 công dân Hoa Kỳ bị giữ làm con tin trong cuộc xung đột tại Zanzibar. Con tàu quay trở về Charleston vào đầu tháng 3, 1964, đi vào Xưởng hải quân Norfolk để đại tu từ ngày 17 tháng 4 cho đến tháng 5.
Chiếc tàu khu trục lại có lượt phục vụ thứ tư tại Địa Trung Hải cùng Đệ Lục hạm đội từ ngày 6 tháng 1, 1965, đại diện cho Hoa Kỳ tham gia kỷ niệm 10 năm thành lập Khối CENTO tại Iskenderum, Thổ Nhĩ Kỳ vào ngày 26 tháng 2. Trên đường quay về Hoa Kỳ vào ngày 7 tháng 5, gần đảo Saint Helena, nó bắt gặp tai nạn va chạm giữa tàu tiếp dầu Kaskaskia (AO‑27) và tàu chở dầu Liberia SS World Bond; nó đã cứu 23 hành khách, trợ giúp vào việc chữa cháy và ngăn ngập nước để cứu chiếc World Bond. Nó về đến Charleston vào ngày 7 tháng 6.
Du Pont đã hoạt động tuần tra ngoài khơi Santo Domingo vào lúc xảy ra cuộc can thiệp của Hoa Kỳ tại Cộng hòa Dominica vào năm 1965, và đến ngày 29 tháng 8 đã tham gia vào hoạt động thu hồi tàu không gian Gemini 5. Nó có thêm một lượt phục vụ tại khu vực Địa Trung Hải và tập trận cùng Khối NATO vào đầu năm 1966, tiếp nối bởi một chuyến đến vùng biển Caribe.

### Chiến tranh Việt Nam
Vào tháng 8, 1967, Du Pont được phái sang hoạt động tại Việt Nam. Nó đã bắn hải pháo cả ngày và đêm nhằm hỗ trợ cho hoạt động tác chiến của lực lượng Thủy quân Lục chiến Hoa Kỳ ở phía Nam Khu phi quân sự, và thường xuyên bị đối phương phản háo. Vào ngày 28 tháng 8, khi tàu khu trục Robison (DDG-12) bị pháo bờ biển đối phương tấn công tại vị trí giữa nó và đất liền, Du Pont đã bắn hải pháo hỗ trợ cho con tàu bạn rút lui ra phía biển, nên trở thành mục tiêu của khoảng 20 phát đạn pháo 130 mm (5 in). Một quả đạn pháo đối phương đã bắn trúng tháp pháo 52 của nó, làm một thủy thủ tử trận và tám người khác bị thương. Bất chấp bị hư hại, con tàu vẫn tiếp tục hoạt động tại tuyến đầu hỏa lực thêm hai tuần trước khi rút lui về căn cứ vịnh Subic, Philippines để sửa chữa.
Khi quay trở lại tuyến đầu vào ngày 10 tháng 10 để hoạt động bắn phá, Du Pont tiếp tục chịu đựng hỏa lực của đối phương, nhưng nó may mắn né tránh được. Cho đến khi hoàn thành nhiệm vụ, con tàu đã bắn tổng cộng 20.000 quả đạn pháo 5 in (127 mm). Khi về đến Norfolk vào tháng 1, 1968, nó vào ụ tàu để đại tu trước khi tham gia hoạt động thu hồi tàu không gian không người lái Apollo 6. Nó sau đó huấn luyện tại vùng biển Caribe và thực hiện một chuyến đi thực tập mùa Hè dành cho học viên sĩ quan.
Quay trở lại tham gia trong cuộc Chiến tranh Việt Nam vào ngày 10 tháng 10, 1968, Du Pont có mặt ngoài khơi vùng đồng bằng sông Cửu Long để hỗ trợ cho hoạt động của các đội trinh sát SEAL và các đơn vị quân đội Nam Việt Nam. Chuyển sang khu vực vịnh Thái Lan, nó bắn phá các đảo do đối phương kiểm soát và hỗ trợ cho việc càn quét của các tàu tuần tra tại vàm sông Ông Đốc, rồi sau đó di chuyển đến ngoài khơi Đà Nẳng để hỗ trợ cho hoạt động tác chiến của Quân đoàn I (Hoa Kỳ). Đến giữa tháng 12, nó bắn hải pháo hỗ trợ cho một cuộc đổ bộ ở phía Nam của Nam Việt Nam, các mục tiêu chung quanh Đà Nẳng và tại đồng bằng sông Cửu Long. Cho đến khi kết thúc đợt hoạt động, con tàu bắn tổng cộng 30.000 quả đạn pháo 5-inch, phá hủy 730 mục tiêu và 131 tàu thuyền. Sau khi về đến Norfolk, nó đi vào Xưởng hải quân Boston và tạm thời xuất biên chế vào ngày 23 tháng 5, 1969 để hiện đại hóa cảm biến và vũ khí chống ngầm.

### 1970 - 1983

Du Pont hoạt động tại bờ biển Iran trong vịnh Ba Tư, đang nhận thư tín chuyển bằng máy bay trực thăng.

Sau khi tái biên chế trở lại vào ngày 9 tháng 5, 1970, Du Pont quay trở về Norfolk và đến tháng 4, 1971 bắt đầu hoạt động chống tàu ngầm dọc theo bờ biển Đại Tây Dương, vủng biển Caribe và Địa Trung Hải. Con tàu được đại tu tại Xưởng tàu của hãng Bethlehem Steel ở Hoboken, New Jersey vào năm 1979, rồi gia nhập Hải đội Khu trục 2 và tiến hành huấn luyện ôn tập tại khu vực vịnh Guantánamo, Cuba.
Sang năm 1981, Du Pont được phái sang hoạt động cùng Lực lượng Trung Đông, đi ngang qua Địa Trung Hải, kênh đào Suez, Hồng Hải và Ấn Độ Dương để đến khu vực vịnh Ba Tư. Nó được phối thuộc cùng đội tác chiến tàu sân bay Nimitz (CVN-68), và vẫn tiếp tục hoạt động tại khu vực này sau khi vụ Khủng hoảng con tin Iran chấm dứt do các con tin được phóng thích. Đội tác chiến luôn đặt trong tình trạng báo động, vì một máy bay tuần tra P-3 Orion của Iran luôn theo dõi mọi hoạt động của đơn vị. Đến năm 1982, con tàu được điều đến tuần tra tại khu vực Đông Địa Trung Hải do xảy ra cuộc chiến tranh giữa Quân đội Israel với Tổ chức Giải phóng Palestine; nó tuần tra ngoài khơi Beirut trong gần 100 ngày và bắn hải pháo hỗ trợ cho phía thân Israel.
Du Pont được cho xuất biên chế vào ngày 4 tháng 3, 1983. Tên nó được cho rút khỏi danh sách Đăng bạ Hải quân vào ngày 1 tháng 6, 1990, và con tàu bị bán cho hãng Fore River Shipyard and Iron Works để tháo dỡ vào ngày 11 tháng 12, 1992.